# Magdalena Łazarkiewicz
Magdalena Holland-Łazarkiewicz, née le 6 juin 1954 à Varsovie, est une réalisatrice de cinéma et scénariste polonaise. 

## Biographie
Magdalena Holland est la fille d'Irena Rybczyńska (pl) et Henryk Holland, la sœur cadette de la cinéaste Agnieszka Holland, la veuve du réalisateur Piotr Łazarkiewicz (pl) et la mère du compositeur Antoni Łazarkiewicz (pl).
Après une scolarité au lycée d'enseignement général général N° 6 « Tadeusz Reytan » de Varsovie (pl) , elle fait jusqu'en 1976 des études de sciences culturelles à l'université de Wrocław. En 1977-1978, elle est directrice littéraire du théâtre Jaracz à Olsztyn. En 1982, elle obtient une maîtrise à la faculté de radio et de télévision de l'université de Silésie de Katowice.
Elle est membre du comité de soutien à Bronisław Komorowski pour les élections présidentielles de 2010 et de 2015.
En 2022-2023, elle est nommée présidente du Festival d'art interdisciplinaire Miasto Gwiazd.

## Filmographie
- 1979 : Les Demoiselles de Wilko – co-réalisatrice
- 1985 : Le Contact / By Touch (en polonais : Przez dotyk (pl)), téléfilm de la série « Chronique des accidents » – dialogues, réalisation, scénario
  - Grand Prix 1986 du Festival international de films de femmes de Créteil
- 1989 : La Dernière Sonnerie (pl) – réalisation, dialogues
- 1991, 1995 (version télé) : Le Départ (pl) – réalisation, scénario (avec Piotr Łazarkiewicz)
- 1993 : Le Mariage blanc (pl) – réalisation, scénario
- 1997 : L'Autre Rive (pl) , téléfilm – réalisation, scénario
- 1999 : Au bout du monde (pl) – réalisation, scénario
- 2001–2002 : Rêves à réaliser (pl) (série télévisée) – réalisation (épisodes 1 à 16)
- 2006–2007 : Ekipa (pl) (série télé) – réalisation (avec Agnieszka Holland et Katarzyna Adamik)
- 2010 : Le Marathon de danse (pl)
- 2011 : Deep Water (pl) (série télévisée) – réalisation (avec Katarzyna Adamik et Olga Chajdas)

## Crédit d’auteurs
- (pl) Cet article est partiellement ou en totalité issu de l’article de Wikipédia en polonais intitulé « Magdalena Łazarkiewicz » (voir la liste des auteurs).